# Joseph Sinimalé
Joseph Sinimalé, né le 20 juin 1943 à Saint-Paul, est un homme politique français, membre du parti Les Républicains (LR).

## Biographie

### Situation personnelle
Employé de la fonction publique territoriale de profession, il est retraité.
Dans les années 1990, il est président du club de football SS Saint-Pauloise.

### Parcours politique
Membre du Rassemblement pour la République (RPR), il est élu en 1977 conseiller municipal de Saint-Paul, puis conseiller général de La Réunion dans le canton de Saint-Paul-2. 
Il devient maire de Saint-Paul en 1994, à la suite de la démission de Cassam Moussa, poursuivi en justice. Il remporte les élections municipales de 1995 avec 57,6 % au second tour, face au candidat du Parti communiste réunionnais (PCR), Paul Vergès. Il laisse son mandat de maire à Alain Bénard en 1999, à la suite de sa condamnation (voir infra).
Briguant un siège de député dans la deuxième circonscription de La Réunion, il est battu par Claude Hoarau aux élections législatives partielles de 1996, puis par Huguette Bello aux élections législatives de 1997.
De retour en politique, il se présente aux élections cantonales de 2011 dans le canton de Saint-Paul-4, sous l’étiquette UMP. Opposé au communiste Christian Félicité au second tour, il est élu conseiller général avec 66 % des suffrages exprimés.
Candidat de l'union de la droite, il remporte le second tour des élections municipales de 2014 à Saint-Paul avec 53,6 % des voix face à la maire sortante et favorite, Huguette Bello. Il est élu maire par le nouveau conseil municipal le 6 avril 2014, puis quelques jours plus tard président de la communauté d’agglomération Territoire de la Côte Ouest (TCO).
Joseph Sinimalé est candidat à sa propre succession aux élections municipales de 2020 à Saint-Paul. Au premier tour, le 15 mars, sa liste arrive en deuxième position avec 19,9 % des suffrages exprimés. Concurrencé à droite par l’ancien maire Alain Bénard, il se trouve largement distancé par Huguette Bello (36,6 %), alors qu’il espérait initialement l’emporter dès le premier tour. En vue du second tour, Joseph Sinimalé noue un accord avec Alain Bénard : pour la mairie de Saint-Paul, les deux candidats, de même que Jean-François Nativel, fusionnent leurs listes au profit d’une liste d’union de la droite menée par Alain Bénard, tandis que Joseph Sinimalé se porte candidat pour la présidence du TCO. Le 28 juin 2020, la liste est battue avec 38,2 % des suffrages exprimés, contre 61,8 % pour celle d'Huguette Bello, qui lui succède à la mairie quelques jours plus tard, tandis qu’Emmanuel Séraphin est élu président du Territoire de la Côte Ouest le 16 juillet. Il démissionne peu après de ses mandats locaux.

### Affaires judiciaires
Après avoir été élu maire en 1995, il est mis en cause dans plusieurs affaires judiciaires. En 1998, il est condamné en appel à trois ans de prison ferme, 100 000 francs d'amende et cinq ans d’inéligibilité, pour des faits de détournement de fonds, favoritisme et corruption d'électeurs. Il est incarcéré le 1er avril 1999 au centre pénitentiaire du Port.
En juin 2020, il est placé en garde à vue avec sa fille Sandra Sinimalé, conseillère départementale pour le canton de Saint-Paul-2, dans une affaire de favoritisme. Il est soupçonné de détournement de fonds publics, de prise illégale d'intérêts et de recel. Le 5 novembre 2020, Joseph Sinimalé et sa fille sont condamnés à trois ans de prison avec sursis et dix ans d’inéligibilité.